# アレッサンドロ・ボンジョルノ
アレッサンドロ・ボンジョルノ（Alessandro Buongiorno, 1999年6月6日 - ）は、イタリア・トリノ出身のサッカー選手。SSCナポリ所属。ポジションはディフェンダー。

## 経歴

### クラブ
1999年6月6日にイタリア・ピエモンテ州トリノに生まれ、トリノFCの下部組織で育った。2018年4月4日に行われたセリエA第27節のクロトーネ戦で後半37分からエミリアーノ・モレッティに代わって出場しトップチームにデビューしたが、出場から5分後に肘の負傷によりピッチを後にした。この負傷により自身は欠場することとなったが、同月に行われたコッパ・イタリア・プリマヴェーラの決勝でトリノはACミランを破り優勝を果たした。
2018年8月10日、セリエBのカルピに1年間の期限付き移籍で加入した。
2020年1月11日、セリエBのトラーパニに期限付き移籍で加入した。
2020年の夏からは再びトリノに戻ると、9月3日にはクラブと新たに2024年までの契約を締結。翌2021年11月にはさらに2025年まで契約を延長した。2022年9月17日にホームで行われたセリエA第7節のサッスオーロ戦では、初めてキャプテンマークを巻いて試合に出場した。
2024年7月13日、SSCナポリに移籍した。契約は5年間。

### 代表
2019年5月から6月にかけてポーランドで行われたFIFA U-20ワールドカップのU-20イタリア代表のメンバーに選出された。最終的にチームは4位に入賞する結果となるなか、自身はグループステージ第3節の日本代表戦のみに出場した。
2023年3月、イングランドおよびマルタとのUEFA EURO 2024予選に臨むイタリア代表のメンバーとして初招集。6月18日に行われたUEFAネーションズリーグ・3位決定戦のオランダ戦でイタリア代表デビューを果たした。EURO本大会出場を懸けた直接対決となった11月20日のUEFA EURO 2024予選・ウクライナ戦では負傷離脱したアレッサンドロ・バストーニの代役としてスタメン出場し無失点に抑え、イタリア代表のEURO出場権獲得に貢献した。
UEFA EURO 2024に選出

## 人物
2023年2月に「サッカーのエモーショナルマーケティング：トリノFCの例（Marketing emozionale nel calcio: l’esempio del Torino FC）」という論文により、通信制大学であるペガソオンライン大学の経済学の学位を取得した。

## タイトル
トリノ
- コッパ・イタリア・プリマヴェーラ（英語版）：2017-18